# Ecclesia in Oceania
In dem Nachsynodalen Apostolische Schreiben Ecclesia in Oceania, herausgegeben am 22. November 2001, forderte Papst Johannes Paul II. die Bischöfe Ozeaniens auf, die Evangelisierung in der Region voranzutreiben.

## Themen
Am 22. November 2001 übergab Papst Johannes Paul II. dieses Schreiben an die Bischöfe Ozeaniens. In seiner Ansprache hob er die Schwerpunkte des Dokuments hervor:
- Die Neuevangelisierung (Missionierung) sei gerade in diesem Teil der Welt voranzutreiben.
- Der Einsatz der Kirche müsse in der Kultur verankert sein und von innen den Prozess der Evangelisierung voranbringen.
- Die Verpflichtung zu sozialer Gerechtigkeit und Frieden sei ein fester Bestandteil der Mission.
- Das Recht auf Leben sei in der säkularisierten Gesellschaft und dem daraus folgenden spirituellen Notstand Ozeaniens immer mehr bedroht, deshalb müsse von berufenen Menschen der Auftrag der katholischen Kirche in Ozeanien vorangetrieben werden.
- Das christliche Konzept bestehe in der Verbindung mit der Familie.

Im letzten Absatz erwähnte Johannes Paul II. das Gnadenbild Mariens, das in den Kirchen und Kapellen sowie in vielen Häusern Ozeaniens steht und das daran erinnere, dass Maria immer gegenwärtig sei und ihren Schutz anbiete. Er begrüßte, dass die Bischöfe Ozeaniens „unsere Liebe Frau des Friedens“ zur Schutzpatronin Ozeaniens ausgerufen hatten. Er schloss sein Schreiben mit einem Mariengebet.